# Enmienda XIII
Enmienda XIII (título original en inglés, 13th) es un documental estadounidense de 2016 de la directora Ava DuVernay. La película explora la intersección entre raza, justicia y encarcelamiento masivo en los Estados Unidos. Ganó el premio a «mejor documental» de la Alianza de Mujeres Periodistas de Cine en 2016, un premio Emmy y un MTV Movie & TV Awards en 2017.
El título del documental es una referencia a la Decimotercera Enmienda a la Constitución de los Estados Unidos, adoptada en 1865, que abolió la esclavitud en los Estados Unidos, y eliminó la servidumbre, excepto como castigo por la condena de un delito. En el documental, la directora sostiene que la esclavitud se ha perpetuado desde el final de la guerra civil estadounidense a través de un sistema de criminalización que permitía a la policía arrestar a los libertos pobres y obligarlos a trabajar para el Estado. La narrativa conecta las leyes de segregación racial (Jim Crow); los políticos que declararon una guerra contra las drogas (especialmente desde Richard Nixon hasta Bill Clinton); hasta llegar al complejo industrial penitenciario que incluye el involucramiento de empresas privadas en proyectos de ley y su vínculo con temas como la brutalidad policiaca. La película está narrada a través de la voz de varios activistas, académicos, figuras políticas de los ambos partidos políticos de Estados Unidos y figuras públicas, como Angela Davis, Van Jones, Newt Gingrich, Cory Booker, y otros.

## Sinopsis
La película comienza con un audio del expresidente de los Estados Unidos, Barack Obama, afirmando que a pesar de que su país tiene el 5% de la población mundial, tiene el 25% de los prisioneros del mundo. Explora la historia económica de la esclavitud y la legislación y las prácticas racistas posteriores a la Guerra Civil que la reemplazaron en sistemas de control racial, como la penalización de delitos menores, institucionalizando el arrendamiento de convictos (lo que creó un incentivo para criminalizar más). Continúa con un repaso de la legalización de la segregación (las leyes Jim Crow) y con las acciones que, después del movimiento por los derechos civiles, fueron impulsados por republicanos y demócratas bajo la justificación de la guerra contra las drogas. A esto se suman los intereses de políticos y empresarios que alentaron la construcción de cárceles, lo cual ha dañado principalmente a las poblaciones afroamericanas y latinas. Detalla también el papel de ALEC (American Legislative Exchange Council), abreviatura del Consejo de Intercambio Legislativo Americano, quienes han estado detrás de algunas propuestas de ley como la ley de Florida «defiende tu territorio» que ayudó a absolver al asaltante George Zimmerman después de disparar y matar a Trayvon Martin en 2012.